# Brigadier generale
Brigadier generale è un grado militare presente in varie forze armate di taluni Stati del mondo. Solitamente è il grado inferiore degli ufficiali generali. In alcuni paesi equivale a generale di brigata.

## Italia
Nell'Esercito Italiano è un grado delle armi non combattenti, nei corpi logistici e nei servizi ed è equivalente al generale di brigata delle armi combattenti. Il distintivo di grado è uguale a quello di generale di brigata ed è costituito da una stelletta e da una greca. 
Il grado è presente nei Corpi tecnici e logistici dell'Aeronautica Militare dove è equivalente al generale di brigata aerea.
In Italia fino alla prima guerra mondiale gli unici gradi dei generali del Regio Esercito erano maggior generale, tenente generale e generale d'esercito. All'entrata in guerra dell'Italia nel primo conflitto mondiale venne introdotto il grado di generale in comando d'armata, intermedio tra tenente generale e generale d'esercito. 
Durante la prima guerra mondiale venne introdotto, per il colonnello in comando di brigata, anche il grado di colonnello brigadiere poi trasformato nel 1918 brigadier generale ed inserito nella categoria degli ufficiali generali. Per distinguere meglio gli incarichi di comando, in Italia nel Regio Esercito nel corso della prima guerra mondiale i gradi gerarchici degli ufficiali generali passarono da tre a otto. La massima suddivisione si ebbe nel 1918 quando oltre al grado di brigadier generale il grado di maggior generale, venne suddiviso in maggior generale in comando di brigata e maggior generale in comando di divisione e il grado di tenente generale suddiviso in Tenente generale in comando di divisione, Tenente generale in comando di corpo d'armata e vennero istituiti i gradi di Tenente generale in comando di armata e tenente generale capo di stato maggiore dell'esercito.
Distintivo di grado per paramano di colonnello brigadiere e di brigadier generale del Regio Esercito

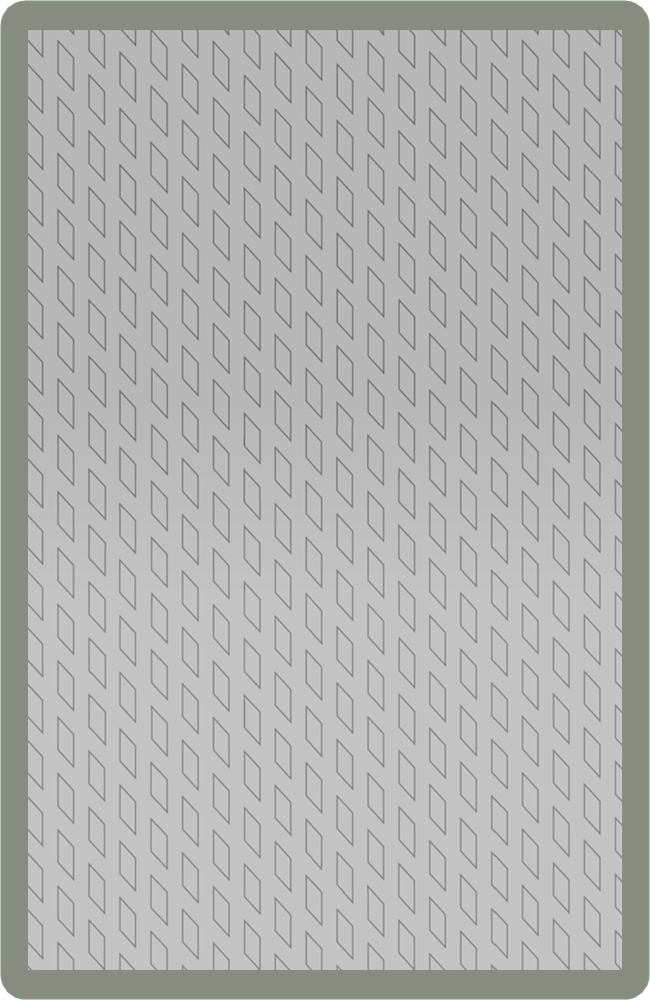
Distintivo di colonnello brigadiere
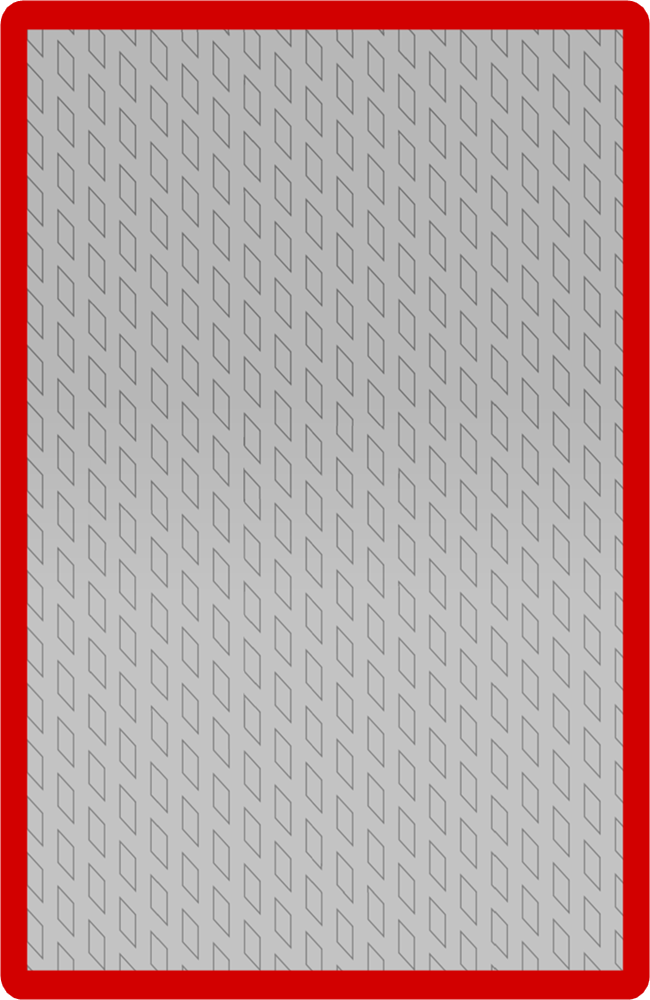
Distintivo di brigadier generale

Tali gradi vennero poi sostituiti negli anni venti, dai gradi di: 
- generale di brigata (1 stella);
- generale di divisione (2 stelle);
- generale di corpo d'armata (2 stelle, 1 corona);
- generale di corpo d'armata designato d'armta (corrispondente all'attuale generale di corpo d'armata con incarichi speciali)
- generale d'armata (3 stelle, solo raggiungibile per meriti di guerra, abolito nel 1947)
- Maresciallo d'Italia (4 stelle, titolo onorifico conferito solo per meriti di guerra, abolito nel 1947)

Nei corpi di supporto e dei servizi del Regio Esercito, nei corpi tecnici della Regia Aeronautica e nei corpi tecnici e logistici e nel servizio sanitario della Regia Marina la denominazione dei gradi era la seguente:
- maggior generale (omologo al generale di brigata)
- tenente generale (omologo al generale di divisione)
- generale ispettore d'arma/corpo o servizio omologo al generale di corpo d'armata.

La denominazione dei gradi rimase anche dopo la proclamazione della Repubblica e il cambio di denominazione del Regio Esercito in Esercito Italiano solo nelle "armi combattenti" mentre nei corpi di supporto esistevano fino al 1997:
- maggior generale (omologo al generale di brigata)
- tenente generale (omologo al generale di divisione)
- generale ispettore d'arma/corpo o servizio mologo al generale di corpo d'armata.

Nell 1973, con la riforma delle denominazioni dei gradi della Marina Militare introdotta con la legge 16 aprile 1973, n. 174, gli ufficiali dei corpi tecnici portano gli stessi gradi degli ufficiali del Corpo di stato maggiore della Marina Militare, con l'aggiunta dei suffissi "(AN)", "(GN)", "(SAN)", "(CM)", "(CP)" e pertanto i gradi di maggior generale, tenente generale e generale ispettore vennero rispettivamente ridenominati contrammiraglio, ammiraglio ispettore e ammiraglio ispettore capo, rimasero diverse le denominazioni dei gradi di ammiraglio ispettore, equivalente ad ammiraglio di divisione, ed ammiraglio ispettore capo equivalente ad ammiraglio di squadra.
Nel 1997 i gradi di tutti gli ufficiali generali dell'Esercito Italiano erano stati uniformati sul modello anglosassone e ridenominati da generale di brigata, generale di divisione e generale di corpo d'armata, in brigadier generale, maggior generale e tenente generale e venne inoltre istituito, per il solo capo di stato maggiore della difesa, il grado a quattro stelle di generale.
Dal 16 dicembre 2004 per effetto della legge 2 dicembre 2004 n.299 le denominazioni per gli ufficiali generali provenienti dalle "Armi" sono tornate le classiche "generale di brigata, generale di divisione e generale di corpo d'armata", mentre nei corpi di supporto si è tornati all'antica, mantenendo pero il grado di brigadier generale, che fino al 1997 nei servizi non esisteva e le denominazioni dei gradi di brigadier generale, maggior generale e tenente generale sono rimaste in vigore per gli ufficiali generali dei corpi logistici e dei servizi. In pratica rispetto a quanto era precedentemente al 1997 il brigadier generale è diventato l'equivalente di quello che era il maggior generale, che a sua volta è diventato l'equivalente di quello che era il tenente generale che a sua volta è diventato l'equivalente del generale ispettore. 
Alcuni generali di brigata o brigadier generale indossano una seconda stella funzionale (o equivalente), con bordo rosso che rappresenta un incarico speciale o l'assunzione di un incarico di comando/staff del grado superiore.
I generali di brigata o brigadier generale o grado equivalente che adottano tali distintivo ricoprono l'incarico di direttore AISE e del AISI.
Distintivo di grado per controspallina di generale di brigata e di generale di brigata con incarichi speciali dell'Esercito Italiano

Distintivo di generale di brigata
Distintivo di generale di brigata con funzioni superiori

## Nel mondo

### Argentina
Nella organizzazione militare precedente la costituzione del 1953 nelle Fuerzas Armadas de la República Argentina venivano impiegati i gradi dell'ejército español e il grado di brigadier era equivalente al grado di generale de brigata, mientre quello di brigadier general era riservato al comandante in capo dell'ejército nacional. Personaggi celebri della storia argentina che ricevettero il título di brigadier general furono Juan Manuel de Rosas, Estanislao López e Julio Argentino Roca, che ricevette la nomina il 28 settembre 1880, due settimane prima di assumere l'incarico di Presidente dell'Argentina.
Attualmente il grado è riservato al Jefe de Estado Mayor General della Fuerza Aérea che viene direttamente nominato e destituito dal Presidente de la Naciòn.
Nella gerarchia militare è equivalente al grado di teniente general dell'Ejército e di almirante della Armada.
Rocoprivano il grado di Brigadier general della Fuerza Aérea Orlando Ramón Agosti, Omar Graffigna e Basilio Lami Dozo che furono alti esponenti della dittatura militare nota come Processo di riorganizzazione nazionale, che governò de facto l'Argentina dal 1976 al 1983. dopo il golpe militare che destituì la presidentessa María Estela Martínez de Perón. 
Agosti, che alla fine del 1975 aveva ricevuto la nomina di comandante generale della Fuerza Aérea Argentina solo tre mesi dopo entro a far parte, con il tenente generale Jorge Rafael Videla e l'ammiraglio Emilio Eduardo Massera, della giunta militare, presieduta da Jorge Rafael Videla, che, nel marzo del 1976 destituì con un golpe militare la presidentessa María Estela Martínez de Perón.
Omar Graffigna, che nel 1979 aveva sostituito alla guida dell'aviazione il Brigadier general Agosti fece parte, da giugno a dicembre 1981, insieme al tenente generale Roberto Eduardo Viola e all'ammiraglio Armando Lambruschini, della giunta militare presieduta da Roberto Eduardo Viola.
Basilio Lami Dozo fece parte, da dicembre 1981 ad agosto 1982, insieme al tenente generale Leopoldo Galtieri e all'ammiraglio Jorge Isaac Anaya, della giunta militare presieduta da Leopoldo Galtieri

### Regno Unito
Analogo grado, con la denominazione di Brigadier, esiste nell'esercito britannico ed in generale in quelli di tutti i paesi del Commonwealth.

### Stati Uniti d'America

Controspallina da brigadier generale dello US Army

Il rango di brigadier generale (brigadier general) esiste nelle forze armate statunitensi fin dalla Guerra d'Indipendenza americana. Un brigadier generale era inizialmente rigidamente un ufficiale di fanteria che comandava una brigata, ma le sue responsabilità aumentarono drasticamente nel corso del XIX e del XX secolo.
Il rango era equivalente nella marina statunitense a quello di commodoro, che divenne più tardi quello di Retroammiraglio metà inferiore (inglese: Rear Admiral Lower Half). Il distintivo di grado per un brigadier generale - immutato da circa due secoli - è costituito da una stella d'argento campeggiante sulla spallina o sul bavero.
Dalla guerra messico-statunitense tuttavia il comando di una brigata è stato normalmente affidato a un ufficiale col grado di colonnello.